# Little Bernera
Little Bernera, schottisch-gälisch: Beàrnaraigh Beag, ist eine schottische Insel der Äußeren Hebriden. Sie liegt in der gleichnamigen Council Area und war historisch Teil der traditionellen Grafschaft Ross-shire, beziehungsweise der Verwaltungsgrafschaft Ross and Cromarty.

## Geographie
Little Bernera liegt in der Bucht Loch Roag vor der Insel Lewis. Sie ist nur durch eine knapp 40 Meter breite Wasserstraße von der nebenliegenden Insel Great Bernera getrennt.
Die von Machair bedeckte Insel weist eine maximale Länge von 1,9 Kilometern bei einer Breite von einem Kilometer auf. Sie nimmt eine Fläche von 138 Hektar ein. Ihre höchste Erhebung ragt 42 Meter über den Meeresspiegel auf. Vier von Südosten nach Nordwesten verlaufende Einschnitte durchziehen Little Bernera.

## Geschichte
Die ältesten Besiedlungsspuren auf Little Bernera datieren auf die späte Bronzezeit. Ebenfalls ist eine Besiedlung durch Wikinger nachgewiesen. Die jüngsten Spuren ständiger Besiedlung stammen aus dem 19. Jahrhundert. In älteren Berichten sind zwei Kapellen auf Little Bernera erwähnt. Möglicherweise handelt es sich um einen frühchristlichen Standort in Schottland.
Überreste von Steinwällen zeigen das System der Nutzviehhaltung auf Little Bernera. Die Wälle schlossen die Einschnitte in die Insel ab und hielten das Vieh somit auf seinen Weideflächen im Tal gefangen. Ebenfalls existierte ein sich verjüngendes Wallsystem, durch welches das Vieh gezielt zur Küste getrieben werden konnte, von welcher es zur Nachbarinsel schwimmen musste.